# Wojciech Jankowski
Wojciech Jankowski (Płock, 1 de abril de 1963) es un deportista polaco que compitió en remo.
Participó en tres Juegos Olímpicos de Verano, entre los años 1988 y 1996, obteniendo una medalla de bronce en Barcelona 1992, en la prueba de cuatro con timonel.
Ganó tres medallas en el Campeonato Mundial de Remo entre los años 1991 y 1995.

## Palmarés internacional
| Juegos Olímpicos   | Juegos Olímpicos         | Juegos Olímpicos  | Juegos Olímpicos   |
| Año                | Lugar                    | Medalla           | Prueba             |
| ------------------ | ------------------------ | ----------------- | ------------------ |
| 1992               | Barcelona (España)       | Medalla de bronce | Cuatro con timonel |
| Campeonato Mundial |                          |                   |                    |
| Año                | Lugar                    | Medalla           | Prueba             |
| 1991               | Viena (Austria)          | Medalla de bronce | Cuatro con timonel |
| 1993               | Račice (República Checa) | Medalla de plata  | Cuatro sin timonel |
| 1995               | Tampere (Finlandia)      | Medalla de bronce | Cuatro sin timonel |